# بازگشت به جنگل
بازگشت به جنگل (انگلیسی: Back to the Woods) یک فیلم کمدی صامت کوتاه به کارگردانی هال روچ است که در سال ۱۹۱۹ منتشر شد.

## بازیگران
- هارولد لوید
- اسناب پالرد
- ببه دنیلز
- باد جیمیسون
- آرتور هاوسمن